# Karim Bellarabi
Karim Bellarabi (Berlín, Alemania, 8 de abril de 1990) es un exfutbolista alemán que jugaba como extremo.
Nació en Berlín, de padre marroquí y madre alemana.
El 23 de agosto de 2014 anotó el gol más rápido en la historia de la Bundesliga siendo este 9 segundos después del pitido inicial contra el Borussia Dortmund.
El 17 de febrero de 2017 anotó el gol número 50 000 de la Bundesliga.[cita requerida]

## Selección nacional
Participó en la Eurocopa Sub-21 de 2013. 
Karim Bellarabi era elegible para jugar con la selección de fútbol de Alemania debido a la nacionalidad de su madre, y su nacimiento en Berlín, con la selección de fútbol de Marruecos, debido a su padre y con la selección de Fútbol de Ghana debido a su padrastro. Finalmente se decantó por la selección de fútbol de Alemania y es internacional absoluto.

## Estadísticas

### Clubes
Actualizado al último partido disputado en su carrera.
| Club                           | Div.          | Temporada     | Liga  | Liga  | Copas nacionales | Copas nacionales | Copas internacionales | Copas internacionales | Total | Total |
| Club                           | Div.          | Temporada     | Part. | Goles | Part.            | Goles            | Part.                 | Goles                 | Part. | Goles |
| ------------------------------ | ------------- | ------------- | ----- | ----- | ---------------- | ---------------- | --------------------- | --------------------- | ----- | ----- |
| FC Oberneuland · Alemania      | 5.ª           | 2007-08       | 10    | 3     | ―                | ―                | ―                     | ―                     | 10    | 3     |
| FC Oberneuland · Alemania      | Total club    | Total club    | 10    | 3     | 0                | 0                | 0                     | 0                     | 10    | 3     |
| Eintracht Brunswick · Alemania | 3.ª           | 2008-09       | 1     | 0     | 0                | 0                | ―                     | ―                     | 1     | 0     |
| Eintracht Brunswick · Alemania | 3.ª           | 2009-10       | 2     | 0     | 0                | 0                | ―                     | ―                     | 2     | 0     |
| Eintracht Brunswick · Alemania | 3.ª           | 2010-11       | 35    | 8     | 1                | 0                | ―                     | ―                     | 36    | 8     |
| Eintracht Brunswick · Alemania | Total club    | Total club    | 38    | 8     | 1                | 0                | 0                     | 0                     | 39    | 8     |
| Bayer Leverkusen II · Alemania | 1.ª           | 2011-12       | 2     | 0     | ―                | ―                | ―                     | ―                     | 2     | 0     |
| Bayer Leverkusen II · Alemania | 1.ª           | 2013-14       | 3     | 0     | ―                | ―                | ―                     | ―                     | 3     | 0     |
| Bayer Leverkusen II · Alemania | Total club    | Total club    | 5     | 0     | 0                | 0                | 0                     | 0                     | 5     | 0     |
| Bayer Leverkusen · Alemania    | 1.ª           | 2011-12       | 10    | 1     | 0                | 0                | 2                     | 1                     | 12    | 2     |
| Bayer Leverkusen · Alemania    | 1.ª           | 2012-13       | 8     | 0     | 1                | 1                | 2                     | 1                     | 11    | 2     |
| Eintracht Brunswick · Alemania | 1.ª           | 2013-14       | 26    | 3     | 0                | 0                | ―                     | ―                     | 26    | 3     |
| Eintracht Brunswick · Alemania | Total club    | Total club    | 26    | 3     | 0                | 0                | 0                     | 0                     | 26    | 3     |
| Bayer Leverkusen · Alemania    | 1.ª           | 2014-15       | 33    | 12    | 3                | 0                | 10                    | 1                     | 46    | 13    |
| Bayer Leverkusen · Alemania    | 1.ª           | 2015-16       | 33    | 6     | 4                | 2                | 12                    | 4                     | 49    | 12    |
| Bayer Leverkusen · Alemania    | 1.ª           | 2016-17       | 16    | 2     | 1                | 1                | 2                     | 1                     | 19    | 4     |
| Bayer Leverkusen · Alemania    | 1.ª           | 2017-18       | 24    | 1     | 5                | 1                | 0                     | 0                     | 29    | 2     |
| Bayer Leverkusen · Alemania    | 1.ª           | 2018-19       | 19    | 5     | 2                | 2                | 3                     | 2                     | 24    | 9     |
| Bayer Leverkusen · Alemania    | 1.ª           | 2019-20       | 26    | 4     | 6                | 2                | 7                     | 0                     | 39    | 6     |
| Bayer Leverkusen · Alemania    | 1.ª           | 2020-21       | 22    | 0     | 2                | 0                | 5                     | 3                     | 29    | 3     |
| Bayer Leverkusen · Alemania    | 1.ª           | 2021-22       | 16    | 3     | 1                | 1                | 5                     | 0                     | 22    | 4     |
| Bayer Leverkusen · Alemania    | 1.ª           | 2022-23       | 8     | 0     | 1                | 0                | 1                     | 0                     | 10    | 0     |
| Bayer Leverkusen · Alemania    | Total club    | Total club    | 215   | 34    | 26               | 10               | 49                    | 13                    | 290   | 57    |
| Total carrera                  | Total carrera | Total carrera | 294   | 48    | 27               | 10               | 49                    | 13                    | 370   | 71    |